# Trachinotus africanus
Trachinotus africanus är en fiskart som beskrevs av Smith, 1967. Trachinotus africanus ingår i släktet Trachinotus och familjen taggmakrillfiskar. Inga underarter finns listade i Catalogue of Life.